# Johann Christian Böhm (Baumeister)
Johann Christian Böhm (auch: Johann Christian Böhme) (* 30. Juni 1678 in Schneeberg (Erzgebirge); † 30. November 1730) war ein deutscher Baumeister und Kurfürstlich Hannoverscher Hof-Architekt.

## Leben

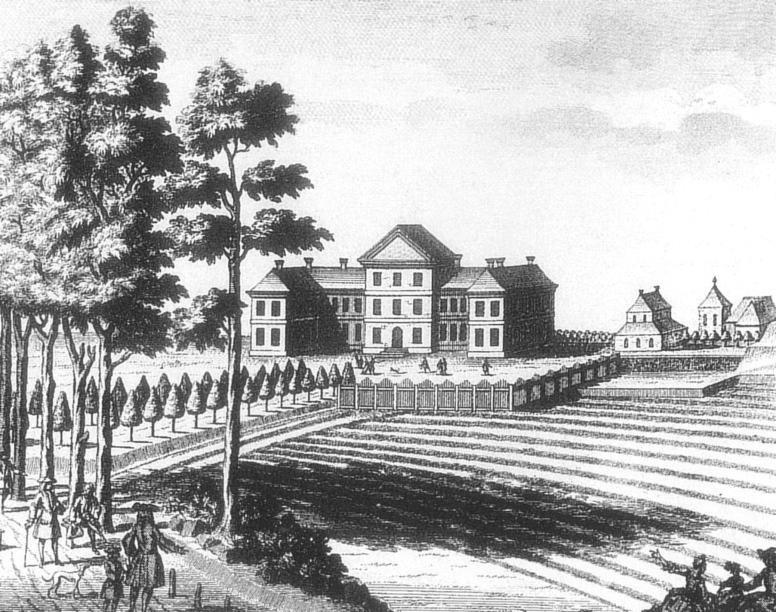
Gartenpalais „Monbrillant“, um 1720;
Kupferstich von Joost van Sasse nach Johann Jacob Müller

Bis 1721 fertiggestellt: Dienstgebäude des Hannoverschen Staatsarchiv;
Abdruck einer Fotografie, um 1890

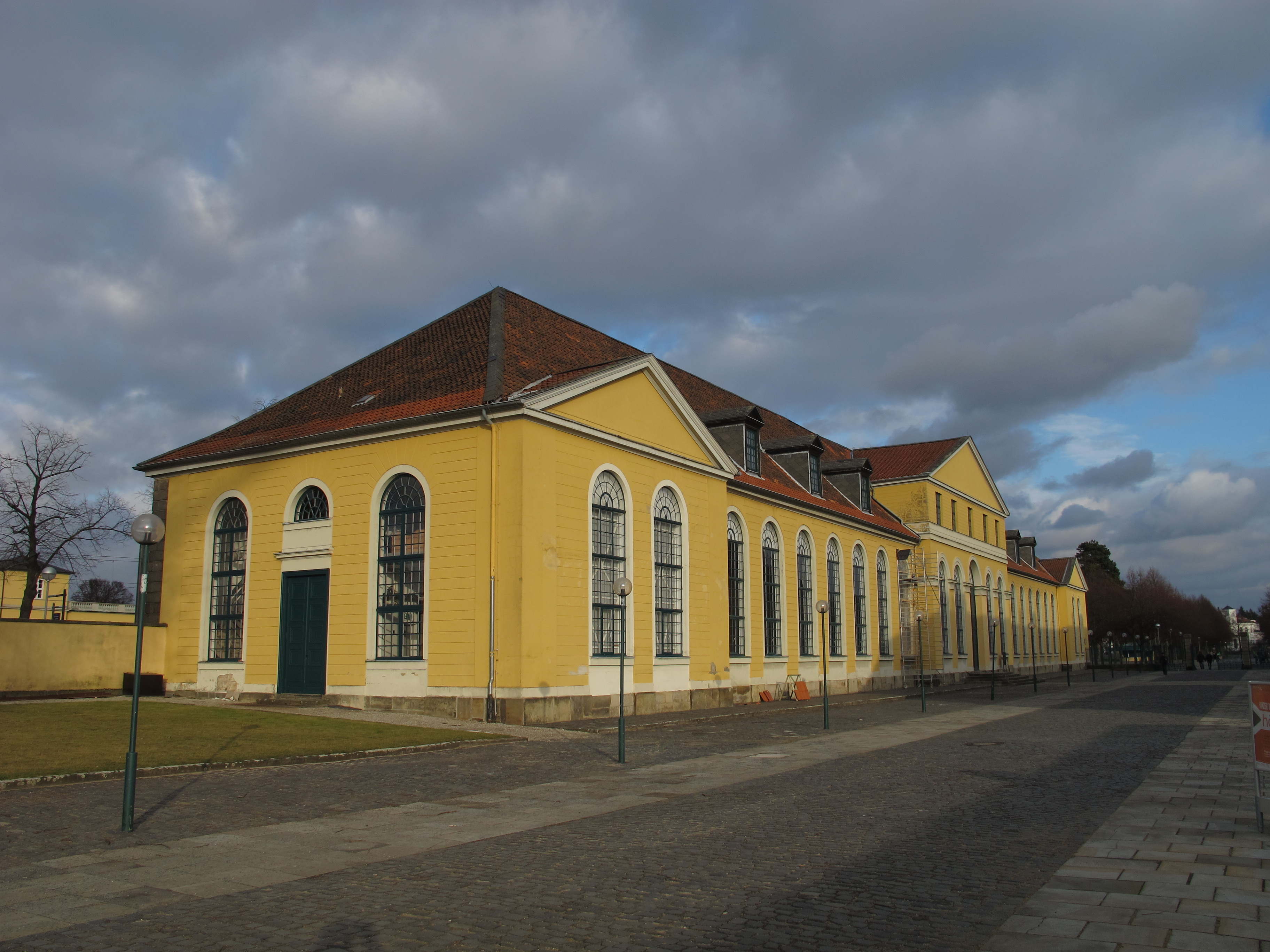
Die heutige Orangerie am Großen Garten in Herrenhausen, 1723 ursprünglich noch als Fachwerkbau errichtet

Ab 1713 erhielt er vor allem Aufträge im kurhannoverschen Landbauwesen, aber auch in der Residenzstadt Hannover. Seine Ernennung zum Baumeister Hannovers erfolgte 1716 mit einem Gehalt von jährlich 652 Reichstalern. Kaum ein Jahrzehnt später wurden jedoch bereits Anstrengungen unternehmen, für ihn einen geeigneten Nachfolger zu finden, da er sich als Architekt nicht bewährt haben soll. Neben Böhm wurde 1725 Tobias Henry Reetz als weiterer Hofarchitekt angestellt, da Böhm nicht den Erwartungen entsprach.
Er heiratete 1710 Sophie Clara Hoddersen (1794–1724), aus dieser Ehe ging die Tochter Sophie Elisabeth (1714–1752) hervor, die 1731 den Justizrat Bernhard Diedrich Wardenburg (1703–1789) heiratete.

## Bauten (Auswahl)
- Mitwirkung am Jagdschloss Göhrde unter Louis Remy de la Fosse[7]
- 1713 bis 1719/21, gemeinsam mit Brand Westermann und Johann Caspar Borchmann: Ausführung und ??? des Hannoverschen Staatsarchiv,[8] zugleich der letzte Staatsbau vor der Übersiedelung von König Georg I. in das Königreich Großbritannien[9]
- 1717–1720: Ausführung des Gartenpalais „Monbrillant“[4] mit Hilfe des Bauschreibers Johann Friedrich Jungen für den Geheimen Rat und Oberkammerherrn Graf Ernst August von Platen-Hallermund nach einem schon 1713 von Louis Remy de la Fosse gelieferten Plan[7]
- 1720–1723: Bau der Orangerie am Großen Garten in Herrenhausen in Fachwerkbauweise[4]
- 1726–1729: Auf Vorschlag von Johann Henrich Hinüber Bau eines neuen Amtshauses in Wildeshausen unter Verwendung der von Gräfin Angelika Catharina von Wasaburg aus dem Abbruch des Schlosses Huntlosen gekauften Steine als schlichtes, jedoch repräsentatives zweigeschossiges, barockes Fachwerkgebäude[10]
- 1727: Neubau der Saalkirche St. Martin in Linden (durch Luftangriffe im Jahr 1943 zerstört)[4]

## Archivalien
An Archivalien finden sich
- Handschrift aus der Königlichen Gartenbibliothek, heute Teil der Gottfried Wilhelm Leibniz Bibliothek, Signatur KGBH 4: Collection der Riße und Anschläge, wegen der neugebaueten Orangerie zu Herrenhausen, auff ordre Ihro Hochwollgebohrnen des Herrn Geh. Cammer-Rahts von Gehlen verfertiget von mir Johann Christian Böhm Architecte 1727.[11]